# Глазунов, Владимир Никитич
Владимир Никитич Глазунов (15 июля 1901 — 18 мая 1986) — советский хозяйственный, государственный и политический деятель, участник Гражданской войны в России и Великой Отечественной войны, генерал-майор (1944).

## Биография
Родился 15 июля 1901 года в селе Юрьевское Корчевского уезда Тверской губернии Российской империи в семье русского крестьянина. С 11 лет начал работать с апреля 1912 г. пастух, с октября 1912 г. батрак в имении князя Гагарина, затем ученик шапочника, кожевник, а с сентября 1914 г. рабочий в частной мастерской в родном селе, где в 1913 году закончил 4 класса сельской школы. С января 1916 г. ученик на фабрике Зайцева в г. Кимры Тверской губернии. С февраля 1918 г. на иждивении родителей в Юрьевском. С августа 1918 г. в Рабоче-крестьянской Красной армии, участвовал в Гражданской войне в России: красноармеец артиллерийского дивизиона 1-го запасного стрелкового полка. В армии в 1919 году вступил в комсомол. С марта 1924 г. секретарь комитета ВЛКСМ, культпропагандист парткома, секретарь парткома комбината газеты «Правда» в Москве. С ноября 1924 г. кандидат, а с мая 1925 г. член коммунистической партии. С марта 1929 г. слушатель курсов парттысячников при Московском комитете ВКП(б). С декабря 1930 г. студент Московского энергетического института. С августа 1933 г. заместитель секретаря партийного комитета Московского завода «Динамо». С октября 1935 г. секретарь партийного комитета шахты 65-70 Метростроя. С мая 1937 г. секретарь Свердловского районного комитета ВКП(б). С мая 1938 г. 1-й секретарь Пермского городского комитета ВКП(б). С 3 октября 1938 г.  путём выделения из состава Свердловской области была образована Пермская область. В этот же день постановление Первой Пермской областной конференции ВКП(б) Владимир Никитич Глазунов был назначен вторым секретарём Организационного бюро ЦК ВКП(б) по Пермской области, которым пробыл по 26 февраля 1939 г. С 4 марта 1939 г. Второй секретарь Пермского, а с 8 марта 1940 года Молотовского областного комитета ВКП(б). С августа 1940 г. слушатель Высшей школы партийного образования при ЦК ВКП(б). С началом Великой Отечественно войны мобилизован в Красную армию с присвоением звания полковой комиссар. С июля 1941 г. уполномоченный оперативной группы Главного Политического управления РККА на Западном фронте. По некоторым данным с августа 1941 г. военный комиссар 163-й стрелковой дивизии. С сентября 1941 г. заместитель начальника Политического управления Северо-Западного фронта. С ноября 1941 г. военный комиссар группы генерал-лейтенанта Николая Фёдоровича Ватутина на Калининском фронте. С февраля 1942 г. заместитель начальника Политического управления Северо-Западного фронта. В связи с отменой института военных комиссаров и введением единоначалия в красной армии в конце 1942 года переаттестован в полковника. С мая 1943 г. слушатель особых курсов Главного Политического управления РККА в г. Солнечногорск Московской области. С 30 июня 1943 г. начальник Политического управления Восточного фронта ПВО , который с 20 апреля 1944 г. был переименован в Южный фронт ПВО, а затем с 25 декабря 1944 г. до конца войны Юго-западный фронт ПВО. 29 мая 1944 году Глазунову было присвоение звание генерал-майор. С ноября 1948 г. начальник Политического управления войск ПВО Донбасского района. С января 1949 г. начальник Политуправления войск ПВО Московского района ПВО. С июля 1951 г. слушатель Высшей военной академии им. К.Е. Ворошилова. С января 1954 г. в спецкомандировке в Венгерской народной республике. С января 1957 г. заместитель начальника по политической части и начальник политического отдела Военной командной академии ПВО в Калинине. С 1 августа 1959 г. в отставке, а с сентября 1959 г. на пенсии в Москве. По некоторым данным, в 1960-е гг. проживал также в Минске.
Делегат XVIII съезда ВКП(б).
Умер 18 мая 1986 года в Москве. Похоронен на Калитниковском кладбище.

## Воинские звания
- Полковой комиссар — 1941;
- Полковник — 1942;
- Генерал-майор — 29.05.1944.

## Награды
- Орден Красного Знамени (30.12.1956);
- Орден Трудового Красного Знамени (1939) - за образцовую работу в Метрострое;
- Орден Отечественной войны I степени (12.04.1944, 06.04.1985),
- Орден Отечественной войны II степени (1944),
- Орден Красной Звезды (14.02.1943, 15.11.1950),
- Медали в том числе медаль «За боевые заслуги» (06.11.1945), «За оборону Москвы» (1944), «За оборону Кавказа» (01.05.1944), «За взятие Будапешта» (09.06.1945), «За победу над Германией в Великой Отечественной войне 1941–1945 гг.» (09.05.1945) и юбилейная медаль «30 лет Советской Армии и Флота» (1948)[4].